# Hodogaya
Hodogaya (jap. 保土ケ谷区 Hodogaya-ku) – jedna z 18 dzielnic Jokohamy, stolicy prefektury Kanagawa, w Japonii. Ma powierzchnię 21,93 km². W 2020 r. mieszkało w niej 207 816 osób, w 99 159 gospodarstwach domowych  (w 2010 r. 206 686 osób, w 90 053 gospodarstwach domowych).
Dzielnica została założona 1 października 1927 roku. Położona jest w środkowej części miasta. Graniczy z dzielnicami Kanagawa, Nishi, Minami, Asahi, Totsuka i Midori. Na jej terenie znajduje się uczelnia Yokohama National University.